# Покровка (Мамонтовский район)
Покровка — село в Мамонтовском районе Алтайском крае Российской Федерации. Административный центр Покровского сельсовета.

## История
Основано в 1913 году. В 1928 году состояло из 162 хозяйств, основное население — русские. В административном отношении являлось центром Покровского сельсовета Мамонтовского района Барнаульского округа Сибирского края.

## Население
| 1926  | 1997  | 1998  | 1999  | 2000  | 2001  | 2002  | 2003  | 2004  | 2005  |
| ----- | ----- | ----- | ----- | ----- | ----- | ----- | ----- | ----- | ----- |
| 709   | ↗1160 | ↘1150 | ↗1170 | ↗1179 | ↘1147 | ↘1116 | ↘1107 | ↘1103 | ↘1084 |
| 2006  | 2007  | 2008  | 2009  | 2010  | 2011  | 2012  | 2013  |       |       |
| ↘1075 | ↗1099 | ↘1079 | ↘1017 | ↘1011 | →1011 | ↗1012 | ↘990  |       |       |

Национальный состав
Согласно результатам переписи 2002 года, в национальной структуре населения русские составляли 92 %.